# Cao Hoài Lượng
Cao Hoài Lượng (chữ Hán: 高懷亮) là nhân vật hư cấu trong các tiểu thuyết Phi Long toàn truyện, Dương gia tướng diễn nghĩa.

## Thân thế
Cao Hoài Lượng là con trai của Cao Hành Chu (高行周), cháu trai của Cao Tư Kế (高思繼). Thuở nhỏ, Hoài Lượng bị gia tướng Cao Lộc (高祿) bắt đi, bị Kim Lương Tổ mua lại. Sau đó, Cao Hoài Lượng được Lương Tổ giao cho Dương Cổn (楊袞) nhận làm con nuôi, đổi tên thành Dương Kế Lượng (楊繼亮), thành em nuôi của Dương Kế Nghiệp, tục gọi là Dương bát lang. Dương Cổn sau này giúp hai anh em Cao Hoài Lượng, Cao Hoài Đức nhận nhau.
Trong Phi Long toàn truyện thì Cao Hoài Lượng là con nuôi của Dương Nghiệp, tên là Dương Hoài Lượng (楊懷亮), tục gọi là Dương bát lang, cùng bảy anh trai xưng là Thất tử Bát lang.

## Cuộc đời
Trong Dương gia tướng, Cao Hoài Lượng vốn là tướng lĩnh đi theo Triệu Khuông Dận từ rất sớm, giúp đỡ Khuông Dận diệt Hậu Hán, soán Hậu Chu, bình Nam Đường, phạt Bắc Hán. Nam Đường bị bình định, Cao Hoài Lượng theo Triệu Khuông Dận đánh Thái Nguyên, thu hàng cha con Dương Nghiệp (Dương gia tướng). Quân Liêu nam xâm, Cao Hoài Lượng bị Gia Luật Sa chém chết.
Trong Phi Long toàn truyện, Cao Hoài Lượng xuất hiện với thân phận là con nuôi của Dương Nghiệp. Khi Triệu Khuông Dận dẫn quân đánh Bắc Hán, Cao Hoài Lượng vây tướng Hậu Chu Cao Hoài Đức ở đồng Thiết Lung. Sau đó Cao Hành Chu một mình đến gặp Hoài Lượng nhận con, Cao Hoài Lượng liền hàng Chu.
Triệu Khuông Dận phụng mệnh đánh Nam Đường, Cao Hoài Lượng xin chiến, hơn 30 hiệp đánh giết tướng giữ ải Phượng Tường Lưu Mãnh. Khi quân Hậu Chu tiến đánh Từ Châu, Cao Hoài Lượng dùng 20 hiệp đâm chết tướng Đan Loan, 10 hiệp đâm chết Đan Phượng. Tướng trấn thủ Từ Châu là Đan Thác (丹托) vì báo thù cho hai con trai, dùng kế dụ địch, lừa Cao Hoài Lượng ngã xuống hào thành. Cao Hoài Lượng bị tên loạn bắn chết.